# لوریس پالازو
لوریس پالازو (انگلیسی: Loris Palazzo؛ زادهٔ ۹ فوریهٔ ۱۹۹۱) بازیکن فوتبال است.
از باشگاه‌هایی که در آن بازی کرده‌است می‌توان به باشگاه فوتبال باری اشاره کرد.